# Campylium glaucocarpoides
Campylium glaucocarpoides là một loài rêu trong họ Amblystegiaceae. Loài này được E.S. Salmon Broth. mô tả khoa học đầu tiên năm 1908.